# DSW (verzekeraar)
DSW (statutair Onderlinge Waarborgmaatschappij DSW Zorgverzekeraar U.A.) is een Nederlandse verzekeraar. Net als veel andere zorgverzekeraars is DSW een onderlinge waarborgmaatschappij zonder winstoogmerk. Met ruim 580.000 verzekerden is DSW een middelgrote Nederlandse zorgverzekeraar met een marktaandeel van circa 4 procent. Het hoofdkantoor bevindt zich in Schiedam.
DSW Zorgverzekeraar is een landelijk werkende zorgverzekeraar. Van oorsprong concentreert de verzekerdenpopulatie zich in de regio Delfland Westland Oostland (DWO) en Nieuwe Waterweg Noord (NWN). Deze regionale oorsprong is nog terug te vinden in de naam: DSW staat voor Delft, Schieland, Westland. Van 1987 tot 1 juni 2019 was Chris Oomen bestuursvoorzitter. Per die datum is Aad de Groot de nieuwe bestuursvoorzitter.

## Bekendmaking premie
DSW is sinds de invoering van de basisverzekering in 2006 steeds de eerste zorgverzekeraar die de nieuwe premies voor het volgende jaar aankondigt. Zo ook voor het premiejaar 2022.

## Hoofdsponsor
DSW is sinds 2004 hoofdsponsor van de Rotterdamse profvoetbalclub SBV Excelsior.

## inTwente
inTwente Zorgverzekeraar, was een dochter van DSW Zorgverzekeraar, gevestigd in Schiedam. Sinds 2015 konden Twentenaren kiezen voor dit nieuwe label, maar met ingang van 1 januari 2025 is DSW met het label inTwente gestopt. De uitgangsprincipes van inTwente waren hetzelfde als bij DSW.